# Protesty w Boliwii (2019)
Protesty w Boliwii – seria antyrządowych protestów w Boliwii trwających od października 2019 roku, których przyczyną był sprzeciw wobec sfałszowania wyborów wyników prezydenckich. W efekcie fałszerstwa ogłoszono zwycięstwo Evo Moralesa w pierwszej turze. W reakcji na sfałszowane wyniku w całej Boliwii wybuchły protesty, zamieszki i strajki, w których zginęły 33 osoby. Evo Morales po kilku dniach został przekonany przez oficerów armii do rezygnacji i uciekł do Meksyku.